# Músculo aductor del pulgar
El aductor del pulgar (Adductor pollicis) es un músculo de la eminencia tenar (la parte lateral o externa de la palma de la mano), es de forma triangular que funciona en la aproximación (aducción) del dedo pulgar. Tiene dos cabezas, una transversa y otra oblicua.

## Estructura
El músculo aductor del pulgar es el más profundo de los músculos que conforman la eminencia tenar de la mano. Está formado por dos haces, entre los cuales penetra una arteria, el arco profundo de la palma de la mano.

### Cabeza oblicua
La cabeza oblicua del músculo aductor del pulgar, a veces llamado aductor oblicuo del pulgar (adductor obliquus pollicis) se origina de varias estrías que parten del hueso grande del carpo, las bases del segundo y tercer metacarpo, los ligamentos intercarpianos y de la vaina del tendón del músculo palmar mayor.
Desde este origen, la mayoría de las fibras pasan oblicuamente hacia arriba y convergen en un tendón, que, unido con los tendones de la porción medial del aductor corto del pulgar y la cabeza transversal del aductor del pulgar, se inserta en la cara palmar de la base de la primera falange del pulgar. En el tendón se encuentra un hueso sesamoideo.
Un facículo de considerable tamaño pasa más oblicuamente aún, por debajo del tendón de inserción del aductor del pulgar para unirse a la porción lateral del aductor corto del pulgar y el flexor corto del pulgar.

### Cabeza transversa
La cabeza transversa del aductor del pulgar (también llamado adductor transversus pollicis) es un músculo profundo, de forma triangular. Parte con una base ancha desde los dos tercios proximales de la superficie palmar del tercer hueso metacarpiano. Las fibras musculares convergen para insertarse con la parte medial del flexor corto del pulgar junto con la parte cubital de la base del primer hueso falange del pulgar.

## Relaciones
La arteria radial pasa en curva entre los dos haces del músculo aductor del pulgar, desde el dorso de la mano hasta la palma, donde forma el arco palmar profundo.

### Inervación
El adductor pollicis lo inerva una rama profunda del nervio cubital

## Función

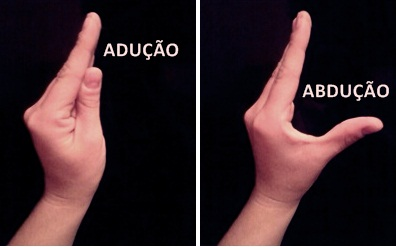
Función de aducción del dedo pulgar.

La aducción del pulgar consiste en llevar el dedo hacia el plano de la palma de la mano desde una posición de abducción, es decir, desde la palma de la mano hacia el lado de la mano junto al primer dedo.

## Patologías
El signo de Froment se usa con el fin de examinar la posibilidad de un músculo aductor del pulgar comprometido. Se examina haciendo que el paciente sostenga una hoja de papel usando solamente el pulgar y el segundo dedo. Al hacer esta maniobra, si el músculo aductor del pulgar está debilitado o disfuncionante, el paciente usa en sustitución el músculo flexor largo del pulgar, obligándolo a flexionar el pulgar en dirección del centro de la palma de la mano. Es también un signo usado para evaluar la parálisis del nervio cubital.

## Imágenes adicionales

Sección transversal a través de la muñeca y los dedos.
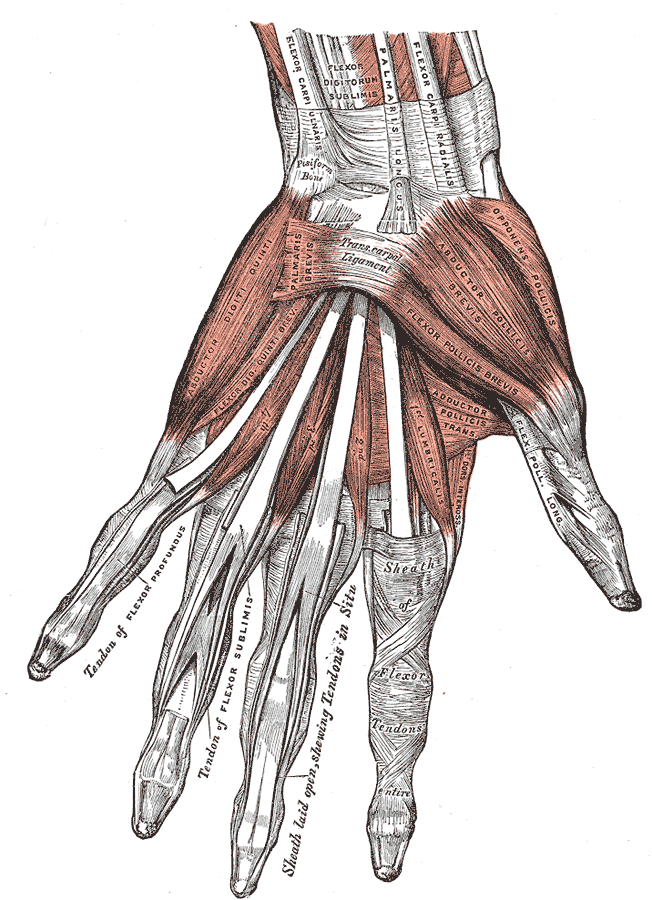
Músculos de la mano izquierda, superficie palmar.
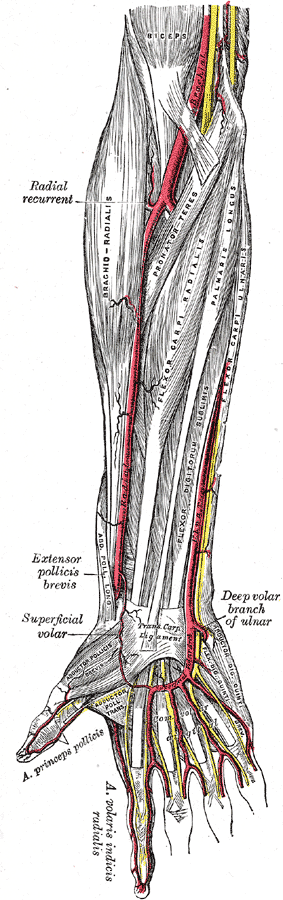
Arterias radial y cubital.
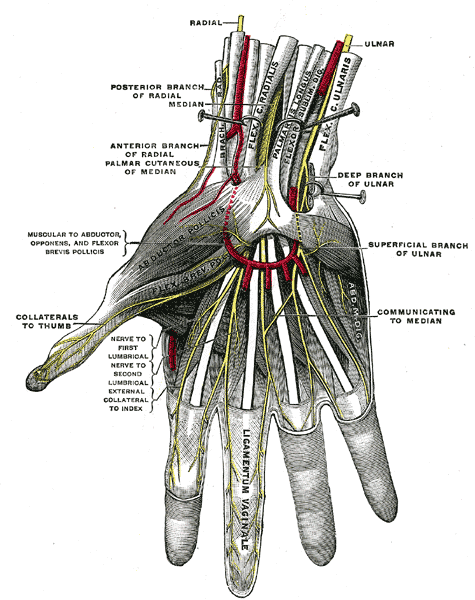
Nervios superficiales de la palma de la mano.
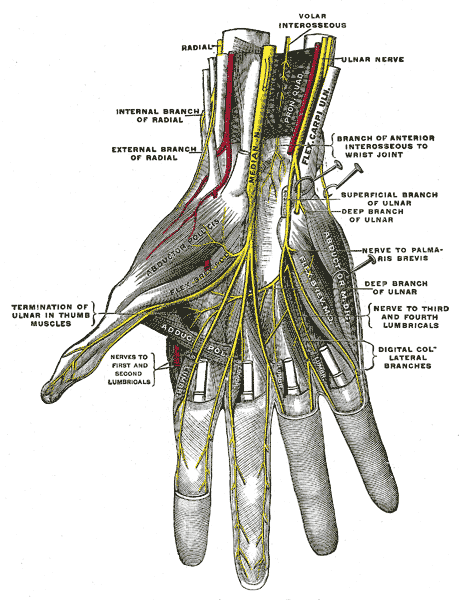
Nervios profundos de la palma de la mano.